# 전섭
전섭(全攝, ?~?)은 백제의 개국공신이다.

## 생애
기원전 18년 고구려 동명왕의 아들인 온조를 도와 백제를 건국한 때 그를 도운 마려(馬藜), 오간(烏干), 한세기(韓世奇), 곽충(郭忠), 범창(笵昌), 조성(趙成) 등 10명의 개국공신인 십제공신(十濟功臣) 중 한 사람으로서 환성군(歡城君)에 봉해졌다.
그의 묘는 후손들이 1976년 중건하였다. 그의 단소 및 재실은 1987년 12월 30일 충청남도 문화재 자료 제297호로 지정되었다.

## 참고 자료
- 강종원. “전섭”. 디지털진안문화대전.